# ريوتا إيسمورا
ريوتا إيسمورا (باليابانية: 磯村 亮太) (16 مارس 1991 في آيتشي في اليابان – )؛ هو لاعب كرة قدم ياباني سابق كان يلعب كلاعب وسط.

## وصلات خارجية
- ريوتا إيسمورا على موقع رابطة كرة القدم اليابانية للمحترفين (اليابانية)
- ريوتا إيسمورا على موقع قاعدة بيانات كرة القدم.إي يو (الإنجليزية)
- ريوتا إيسمورا على موقع Soccerway.com (الإنجليزية)
- ريوتا إيسمورا على موقع عالم كرة القدم.نت (الإنجليزية)
- ريوتا إيسمورا على موقع كووورة